# Ary Bruand
Ary Bruand est un universitaire français spécialiste des géosciences. Il est président de l'université d'Orléans de 2016 à 2021.

## Biographie

### Formation
Ary Bruand est ingénieur agronome, diplômé de l’Institut national agronomique Paris-Grignon et titulaire d’un diplôme d'études approfondies de l'université Paris-Diderot. En 1985, il y soutient sa thèse de troisième cycle sur la structure des sols argileux et leurs propriétés hydriques. Il obtient son habilitation à diriger des recherches à l’université d’Orléans en 1993 et le grade de directeur de recherche à l'INRA en 1996.

### Carrière d'enseignant
Il commence sa carrière en 1980 comme assistant à l’École nationale d’agriculture de Meknès (Maroc). En 1982, il entre au centre de recherche de Versailles de l’Institut national de la recherche agronomique (INRA). Chargé de recherche en 1985, il rejoint le service d’étude des sols et de la carte pédologique de France de l’INRA à Orléans et y développe un laboratoire de recherche en physique du sol. De 1990 à 1999, il dirige une équipe de recherche ayant pour objectif une meilleure connaissance des propriétés physiques des sols en fonction de leur composition.
Après une année passée à l’université d’Australie-Occidentale à Perth en tant que chercheur, il rejoint comme professeur l’université d’Orléans en 2000 et poursuit ses travaux au sein de l’Institut des sciences de la terre d’Orléans, qu'il dirige de 2006 à 2009. Il enseigne la géologie de surface et la pédologie à la faculté des sciences et à Polytech Orléans. De 2004 à 2006, il assure la direction du master géosciences et environnement qui regroupe trois spécialités, deux de la faculté de sciences et une de la faculté de lettres, langues et sciences humaines.
Ary Bruand est aujourd'hui professeur des universités en géosciences au sein de l'Observatoire des sciences de l'Univers en région Centre (OSUC) et du Collegium sciences et techniques de l'université d'Orléans.

### Fonctions administratives
Ary Bruand assure les fonctions de coordinateur scientifique au sein de l’un des comités scientifiques disciplinaires du programme Blanc de l’Agence nationale de la recherche (ANR), unité support du CNRS, de 2006 à 2009. Il assure la présidence de plusieurs comités de visite de l'Agence d'évaluation de la recherche et de l'enseignement supérieur (AERES) au cours des années 2008 et 2009. De 2009 à 2012, il assure la responsabilité scientifique du secteur Environnement, terre-univers, espace au sein au sein de la direction générale Recherche et Innovation du ministère de l’Enseignement Supérieur et de la Recherche.
Il est vice-président chargé des relations internationales de l'université d'Orléans de 2008 à 2011, puis vice-président de son conseil d'administration, de 2011 à 2013. De 2014 à 2016, il assure la présidence du STUDIUM ainsi qu'une mission de conseil auprès du directeur de la recherche de l'Agence nationale pour la gestion des déchets radioactifs pour les questions relatives à l'environnement.
Membre du conseil d’administration depuis juillet 2008, après l'avoir été de 2002 à 2004, Ary Bruand est élu président de l'université d'Orléans le 3 juin 2016, succédant à Youssoufi Touré,. Le 4 février 2021, Éric Blond lui succède.

## Distinctions

### Décorations
- Officier de l'ordre des Palmes académiques (2010), chevalier depuis 2005[4].

### Distinctions scientifiques
- Silver Jubilee Award and Medal de la British Society of Soil Science (1987) ;
- Prix de la Fondation Xavier Bernard de l'Académie d'agriculture de France (1993) ;
- Prix Dujarric de la Rivière de l'Académie des sciences (2008) ;
- Membre correspondant de l'Académie d'agriculture de France (2012) ;
- Membre titulaire de l'Académie d'agriculture de France (2016).

## Publications
Sélection de publiactions :
- BRUAND A., PROST R., 1987 - Effect of water content on the fabric of a soil material: an experimental approach. Journal of Soil Science, 38, 461-472.
- LAMOTTE M., BRUAND A., HUMBEL F.X., HERBILLON A.J., RIEU M., 1997 - A hard sandy-loam soil from Northern Cameroon. I. Fabric of the groundmass. European Journal of Soil Science, 48, 213-225.
- LAMOTTE M., BRUAND A., OHNENSTETTER D., ILDEFONSE P., PEDRO G., 1997 - A hard sandy-loam soil from Northern Cameroon. II. Geochemistry and mineralogy of the bonding agent. European Journal of Soil Science, 48, 227-237.
- ASSOULINE S., TESSIER D., BRUAND A., 1998 - A conceptual model of the soil water retention curve. Water Resouces Research., 34, 223-231.
- BRUAND A., TESSIER D., 2000 - Water retention properties of the clay in soils developed on clayey sediments: Significance of parent material and soil history. European Journal of Soil Science, 51, 679-688.
- RICHARD G., COUSIN I., SILLON J.F., BRUAND A., GUERIF J., 2001 - Effect of compaction on the porosity of a silty soil: Consequences on unsaturated hydraulic properties. European Journal of Soil Science, 52, 49–58.
- BRUAND A., COCHRANE H., FISHER P., GILKES R.J., 2001 - Origin of the high bulk density in the subsoil of a Grey Clay soil in Western Australia. European Journal of Soil Science, 52, 37–47.
- BALBINO L.C., BRUAND A., BROSSARD M., GRIMALDI M., HAJNOS M., GUIMARAES M.F., 2002 – Changes in porosity and microagregation in clayey Ferralsols of the Brazilian Cerrado on clearing for pasture. European Journal of Soil Science, 53, 219–230.
- BRUAND A., GILKES R.J., 2002 – Subsoil bulk density and organic carbon stock in relation to land use for a Western Australian Sodosol. Australian Journal of Soil Research, 40(6), 999–1010.
- SAMOUELIAN A., COUSIN I., RICHARD G., TABBAGH A., BRUAND A., 2003 – Electrical resistivity imaging for detecting soil cracking at the centimetric scale. Soil Science Society of America Journal, 67: 1319-1326.
- BRUAND A., HARTMANN C., SANTI RATANA-ANUPAP, PRAMUANPONG SINDHUSEN, POSS R., HARDY M., 2004 - Composition, fabric, and porosity of an Arenic Haplustalf of Northeast Thailand: Relation to penetration resistance, Soil Science Society of America Journal, 68, 185-193.
- SAMOUELIAN A., COUSIN I., TABBAGH A., BRUAND A., RICHARD G. 2005 – Electrical resistivity survey in soil science: a review. Soil and Tillage Research, 83, 173-193.
- VOLLAND-TUDURI N., BRUAND A., BROSSARD M., BALBINO L.C., LOPES DE OLIVIERA M.I., DE SOUZA MARTINS E., 2005 – A relationship between mass proportion of microaggregates and bulk density in a Brazilian Clayey Oxisol. Soil Science Society of America Journal. 69, 1559-1564.
- CRESSWELL H., COQUET Y., BRUAND A., McKENZIE N. 2006 – The transferability of Australian pedotransfer functions for predicting water retention characteristics of French soils. Soil Use and Management, 22, 62-70.
- REATTO A., BRUAND A., SILVA E.M., MARTINS E.S., BROSSARD M., 2007 - Hydraulic properties of the diagnostic horizon of Latosols of a regional toposequence across the Brazilian Central Plateau. Geoderma, 139, 51-59.
- AL MAJOU H., BRUAND A., DUVAL O., COUSIN I., 2007 – Variation of the water retention properties of soils: validity of class-pedotransfer functions. C.R. Geoscience 339, 632–639.
- AL MAJOU H., BRUAND A., DUVAL O., 2008 – Use of in situ volumetric water content to improve prediction of soil water retention properties. Canadian Journal of Soil Science, 88, 522-541.
- REATTO A., BRUAND A., MARTINS E.S., MULLER F., DA SILVA E.M., DE CARVALHO Jr O.A., BROSSARD M., RICHARD G., 2009 – Development and origin of the microgranular structure in Latosols of the Brazilian Central Plateau: significance of texture, mineralogy, and biological activity. Catena 76, 122-134.
- NGUYEN VAN BAU, DARNIGE TH., BRUAND A., CLEMENT E., 2011 – Creep and fluidity of a real granular packing near jamming, Physic Review Letter, 107(13), paper 138303.
- D’ANGELO B., BRUAND A., JIANGTAO QIN, XINHUA PENG, HARTMANN C., BO SUN, HONGTAO HAO, ROZENBAUM O., MULLER F., 2014 – Origin of the high sensitivity of Chinese red clay soils to drought: significance of the clay characteristics, Geoderma, 223-225, 46-53.
- GOLOVLEVA Yu.A., AVETOV N.A., BRUAND A., KIRYUSHIN V., TOLPESHTA I.I., KRASILNIKOV P.V., 2017 – Genesis of Taiga Poorly Differentiated Soils in West Siberia. Sciences Forestières (ЛЕСОВЕДЕНИЕ, en Russe), 30, 83-93.
- BRUAND A., REATTO A., 2022 – Morphology, chemical composition and origin of 2:1 phyllosilicates in Bw horizons of latosols of the Brazilian Central Plateau: contribution to the discussion of the microgranular structure origin. Comptes Rendu. Géoscience, 354, 159-185. https://doi.org/10.5802/crgeos.123
- ISCH A., COQUET Y., ABBAR B., ALDANA C., ABBAS M., BRUAND A., AZAROUAL M., 2022. A comprehensive experimental and numerical analysis of water flow and travel time in a highly heterogeneous vadose zone. Journal of Hydrology, 610, 127875. https://doi.org/10.1016/j.jhydrol.2022.127875
- ⁠AL MAJOU H., BRUAND A., ROZENBAUM O., LE TRONG E., 2022 – Evaluation of the impact of freezing technique on pore-structure characteristics of highly decomposed peat using X-ray micro computed tomography, Agrophysics, 36, 223–233. https://doi:10.31545/intagr/152057
- ⁠BRUAND A., REATTO A., MARTINS E.S., 2022 – Allochthonous material originating from saprolite as a marker of termite activity in Ferralsols. Scientific Reports, 12:17193. https://doi.org/10.1038/s41598-022-21613-6
- ⁠Al MAJOU H., BRUAND A., 2023 – Prediction of water retention properties of French soils using the in situ volumetric water content at field capacity as single input data. Soil & Tillage Research, 232, 105750. https://doi.org/10.1016/j.still.2023.105750
- ⁠JOUQUET P., BRUAND A., 2023 – Bioturbation as a means to circumvent sodium limitation by termites? Biology and Fertility of Soils. https://doi.org/10.1007/s00374-023-01752-2
- JULIEN J.-L., BOURRIÉ G., BRUAND A., FELLER C., MORLON P., VAN OORT F., TESSIER D., 2023 – Histoire de trois concepts du sol mal maîtrisés : le pH du sol, les cations échangeables et la capacité d’échange cationique. Étude et Gestion des Sols. 265–281. https://www.afes.fr/ressources/histoire-de-trois-concepts-du-sol-mal-maitrises-le-ph-du-sol-les-cations-echangeables-et-la-capacite-dechange-cationique/
- BRUAND A., REATTO A., BROSSARD M., JOUQUET P., MARTINS E.S., 2023 – Long-term activity of social insects responsible for the physical fertility of soils in the tropics. Scientific Reports,13:12337. https://doi.org/10.1038/s41598-023-39654-w
- BRUAND A., 2023. Social insects behind the microgranular structure of Ferralsols: consequences for their physical fertility. Pedosphere, https://doi.org/10.1016/j.pedsph.2023.12.011
- BRUAND A., BROSSARD M., JOUQUET P., REATTO A., GARNIER J., QUINTARELLI J.M., MARTINS E.S., 2024 – Presence of potassium-bearing 2:1 phyllosilicates in B horizons of Ferralsols: consequences for total and exchangeable potassium content. Geoderma, 448, 116949. https://www.sciencedirect.com/science/article/pii/S0016706124001782

Ensemble des publications disponible sou HAL : https://cv.hal.science/ary-bruand